# Andrzej Trzos-Rastawiecki
Andrzej Trzos-Rastawiecki est un réalisateur de documentaires et de longs métrages, metteur en scène et scénariste polonais né le 23 juin 1933 à Lviv et mort le 2 avril 2019 à Varsovie.

## Biographie

### Enfance et études
Ses parents sont le notaire de Lviv, Bolesław Trzos et de la violoniste Irena Rastawiecka.
Il est diplômé de l'École polytechnique de Cracovie et du département de réalisation de l'École nationale de cinéma de Łódź (diplôme en 1964).

### Mort
Il meurt le 2 avril 2019 à Varsovie et est inhumé dans l'allée des Distingués au cimetière militaire de Powązki (quartier G-tuje-43).

## Œuvre
Il réalise des documentaires, des paradocumentaires, des longs métrages (principalement des drames psychologiques et sociaux contemporains) et des pièces de théâtre sur le thème de l'histoire.
Ses films se caractérisent par une combinaison habile des ateliers d'un réalisateur de documentaires et d'un réalisateur de longs métrages, ainsi que par l'utilisation de documents d'archives. Il combine les rôles de réalisateur et de scénariste.